# Gravmyrtjärnarna, Norrbotten
Gravmyrtjärnarna är en sjö i Bodens kommun i Norrbotten och ingår i Alterälvens huvudavrinningsområde.